# Emma Oosterwegel
Emma Oosterwegel (født 29. juni 1998) er en hollandsk atlet.
Hun repræsenterede Holland ved sommer-OL 2020 i Tokyo, hvor hun tog bronze i syvkamp.